# Liste der Internationalen Meister (Verleihung 1963)

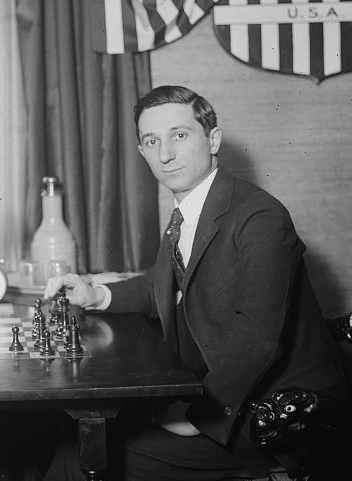
Edward Lasker entwickelte die erste elektrische Muttermilchpumpe.

Die Liste der Internationalen Meister des Jahres 1963 führt alle Schachspieler auf, die im Jahr 1963 vom Weltschachbund FIDE den Titel Internationaler Meister erhalten haben.
Im Dezember 2023 sind mit Rajko Bogdanović, Florin Gheorghiu und Oscar Quiñones Carrillo noch drei der damals 18 geehrten Spieler am Leben. Acht der 18 Spieler erreichten später den Großmeistertitel, einem Spieler wurde später der Titel eines Ehren-Großmeisters verliehen. 

## Legende
Die Tabelle enthält folgende Angaben:
- Name: Nennt den Namen des Spielers.
- Land: Nennt das Land, für das der Spieler 1963 spielberechtigt war.
- Lebensdaten: Nennt das Geburtsjahr und gegebenenfalls das Sterbejahr des Spielers.
- GM: Gibt für Spieler, die später zum Großmeister ernannt wurden, das Jahr der Verleihung an.
- HGM: Gibt für Spieler, die später zum Ehren-Großmeister ernannt wurden, das Jahr der Verleihung an.
- weitere Verbände: Gibt für Spieler, die früher oder später für mindestens einen anderen Verband spielberechtigt waren, diese Verbände mit den Zeiträumen der Spielberechtigung (sofern bekannt) an. Wechsel zu einem Nachfolgestaat sind nur berücksichtigt, wenn der Spieler zu diesem Zeitpunkt noch schachlich aktiv war.

## Liste
| Name                     | Land               | Lebensdaten | GM   | HGM  | weitere Verbände                    |
| ------------------------ | ------------------ | ----------- | ---- | ---- | ----------------------------------- |
| Wladimir Antoschin       | Sowjetunion        | 1929–1994   | 1963 |      |                                     |
| Wladimir Bagirow         | Sowjetunion        | 1936–2000   | 1978 |      | Lettland (ab 1991)                  |
| Carel van den Berg       | Niederlande        | 1924–1971   |      |      |                                     |
| Bela Berger              | Australien         | 1931–2005   |      |      | Ungarn (bis 1956)                   |
| Rajko Bogdanović         | Jugoslawien        | 1931        |      |      | Bosnien und Herzegowina (seit 1992) |
| János Flesch             | Ungarn             | 1933–1983   | 1980 |      |                                     |
| Alberto Foguelman        | Argentinien        | 1923–2013   |      |      |                                     |
| Győző Forintos           | Ungarn             | 1935–2018   | 1974 |      |                                     |
| Florin Gheorghiu         | Rumänien           | 1944        | 1965 |      |                                     |
| Aivars Gipslis           | Sowjetunion        | 1937–2000   | 1967 |      | Lettland (ab 1991)                  |
| Eleazar Jiménez Zerquera | Kuba               | 1928–2000   |      |      |                                     |
| Ingi Randver Jóhannsson  | Island             | 1936–2010   |      |      |                                     |
| Nikolai Krogius          | Sowjetunion        | 1930–2022   | 1964 |      | Russland (ab 1992)                  |
| Edward Lasker            | Vereinigte Staaten | 1885–1981   |      |      | Deutsches Reich (bis 1914)          |
| Wladimir Liberson        | Sowjetunion        | 1937–1996   | 1965 |      | Israel (ab 1975)                    |
| Oscar Quiñones Carrillo  | Peru               | 1941        |      |      |                                     |
| Tan Hiong Liong          | Indonesien         | 1938–2010   |      |      | Niederlande                         |
| Carlos Torre Repetto     | Mexiko             | 1904–1978   |      | 1977 |                                     |